# Serra del Tallat

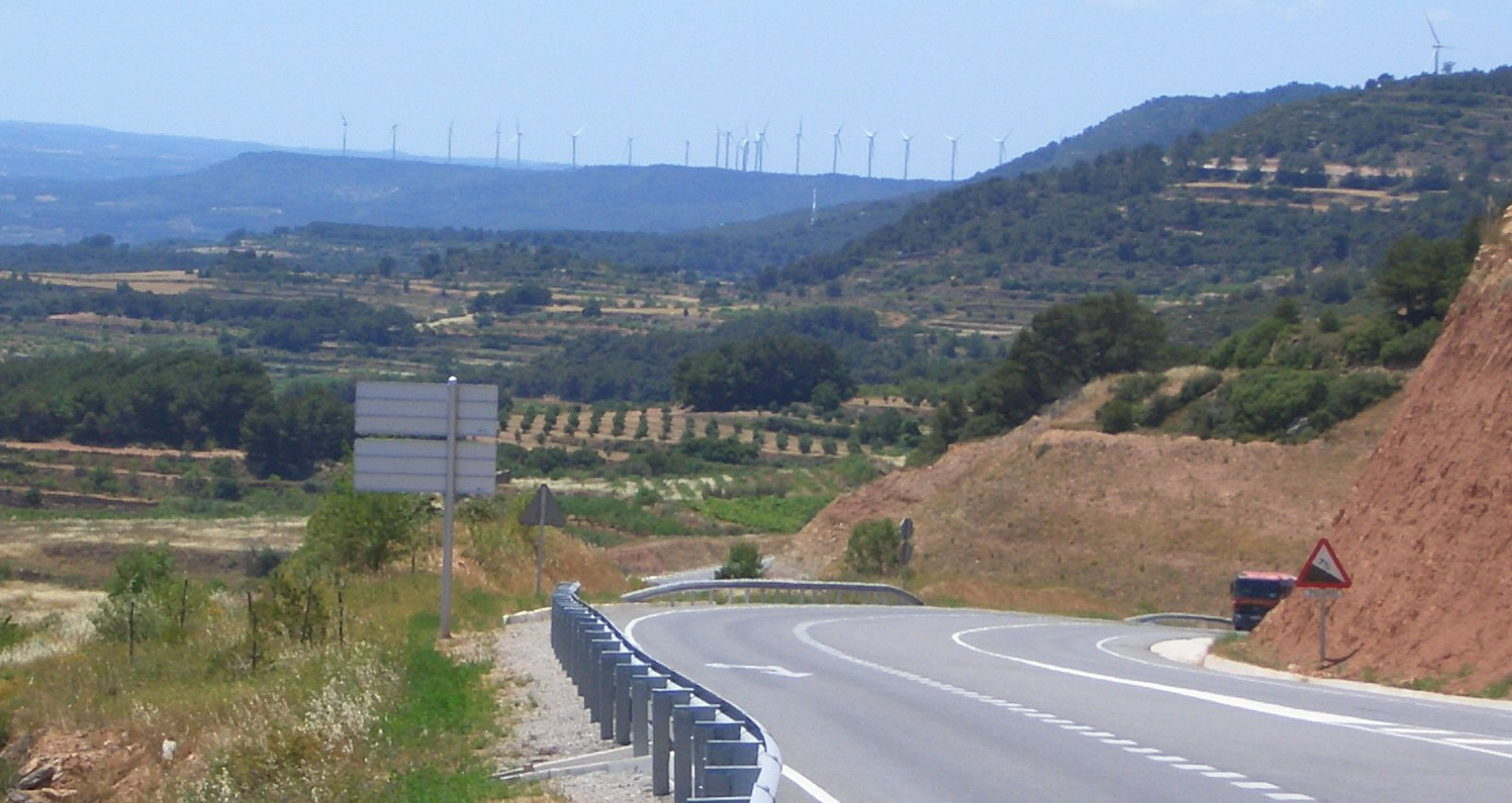
La Serra del Tallat. En primer terme, la carretera C-14; al fons, els molins del parc eòlic.

La serra del Tallat és una cadena de muntanyes situada entre les comarques de la Conca de Barberà i l'Urgell. Esdevé el límit natural entre la Conca estrictament geogràfica, al sud, i la zona segarrenca de l'Urgell, al nord, separant també les províncies de Lleida i Tarragona. Arriba als 874 msnm al carrer de Dalt de Forès.
Esdevé la continuació per l'est de la serra de Vilobí, de la qual la separa el coll de Senan. S'estén pels municipis de Senan, l'Espluga de Francolí, Vallbona de les Monges, Blancafort, Solivella, Passanant i Belltall, Forès, Rocafort de Queralt i Conesa.
A l'extrem occidental, un sector de la cadena rep, simplement, el nom de la Serra (Senan), mentre que a la banda oriental, enllà del coll de Belltall, també se l'anomena serra de Forès (Solivella, Passanant i Belltall, Forès, Rocafort de Queralt i Conesa).
La recorre parcialment el sender GR-171 i un dels seus cims allotja el santuari del Tallat.
El 2006 s'hi va començar la construcció del parc eòlic de la serra del Tallat, que va entrar en funcionament el 2007.

## Cims destacats
D'oest a est, trobem:
- Cobertran, 791 msnm (Senan i Vallbona de les Monges).[6]
- Tossal Gros de Vallbona, 803 msnm (l'Espluga de Francolí i Vallbona de les Monges).[7]
- Tossal Gros, 804 msnm (Blancafort i Vallbona de les Monges).[8]
- Roques d'en Ponç, 769 msnm (Vallbona de les Monges i Passanant i Belltall).
- les Forques, 868 msnm (Forès).[9]
- Torrefaves, 687 msnm (Rocafort de Queralt).[10]
- Tossal del Cap de Terme, 743 msnm (Conesa).[11]